# 공근초등학교 광덕분교
공근초등학교 광덕분교는 대한민국 강원도 횡성군 공근면 초학로 15 (초원리)에 있었던 공립 초등학교이다.

## 연혁
- 1947.09.01 공근국민학교 초원분교장 인가
- 1953.03.25 광덕국민학교 승격 인가
- 1988.03.01 공근국민학교 광덕분교장 격하
- 2012.03.01 폐교